# Férfi gyorskorcsolya-csapatverseny a 2022. évi téli olimpiai játékokon
A 2022. évi téli olimpiai játékokon a gyorskorcsolya férfi csapatversenyét versenyszámát február 13-án és 15-én rendezték. Az aranyérmet a norvég csapat nyerte. A versenyszámban nem vett részt magyar csapat.

## Rekordok
A versenyt megelőzően a következő rekordok voltak érvényesek:
| Világrekord     | Hollandia      | 3:34,47 | Salt Lake City, Amerikai Egyesült Államok | 2021. december 5. |
| Olimpiai rekord | Norvégia (NOR) | 3:37,08 | Phjongcshang, Dél-Korea                   | 2018. február 21. |

A versenyen új olimpiai rekord született:
| Az Orosz Olimpiai Bizottság versenyzői (ROC) | 3:36,62 | Peking, Kína | 2022. február 15. |

## Naptár
Az időpontok helyi idő szerint (UTC+8), zárójelben magyar idő szerint (UTC+1) olvashatóak.
| Forduló      | Időpont                    |
| ------------ | -------------------------- |
| Negyeddöntők | február 13., 21:00 (14:00) |
| Elődöntők    | február 15., 14:52 (7:52)  |
| D döntő      | február 15., 15:43 (8:43)  |
| C döntő      | február 15., 15:49 (8:49)  |
| B döntő      | február 15., 16:41 (9:41)  |
| A döntő      | február 15., 16:47 (9:47)  |

## Eredmények
A versenyen nyolc csapat vett részt. A negyeddöntőben négy futamban két-két csapat versenyzett. A négy legjobb idővel beérkező csapat az elődöntőbe jutott, a többiek az időeredményeik alapján kerültek a C-, és D-döntőkbe. Az elődöntők győztesei jutottak az A-döntőbe, a vesztesek a B-döntőben a bronzéremért versenyezhettek. A futamokon a táv 8 kör, azaz 3200 méter volt.
Az időeredmények másodpercben értendők.
A rövidítések jelentése a következő:
- OR: olimpiai rekord

### Negyeddöntők
| Helyezés | Futam | Csapat                                                                                               | Versenyzők | Idő    | Megjegyzés  |
| -------- | ----- | --- | ---------- | ------ | ----------- |
| 1.       | 3     | Norvégia (NOR) · Hallgeir Engebråten · Peder Kongshaug · Sverre Lunde Pedersen                       | 3:37,47    |        | 1. elődöntő |
| 2.       | 3     | Egyesült Államok (USA) · Ethan Cepuran · Casey Dawson · Emery Lehman                                 | 3:37,51    | +0,04  | 2. elődöntő |
| 3.       | 4     | Az Orosz Olimpiai Bizottság versenyzői (ROC) · Danyiil Aldoskin · Szergej Trofimov · Ruszlan Zaharov | 3:38,67    | +1,20  | 2. elődöntő |
| 4.       | 2     | Hollandia (NED) · Marcel Bosker · Sven Kramer · Patrick Roest                                        | 3:38,90    | +1,43  | 1. elődöntő |
| 5.       | 2     | Kanada (CAN) · Jordan Belchos · Ted-Jan Bloemen · Connor Howe                                        | 3:40,18    | +2,70  | C döntő     |
| 6.       | 1     | Dél-Korea (KOR) · Chung Jae-won · Kim Min-seok · Lee Seung-hoon                                      | 3:41,89    | +4,42  | C döntő     |
| 7.       | 1     | Olaszország (ITA) · Davide Ghiotto · Andrea Giovannini · Michele Malfatti                            | 3:42,04    | +4,57  | D döntő     |
| 8.       | 4     | Kína (CHN) · Lian Ziwen · Wang Haotian · Xu Fu                                                       | 3:52,25    | +14,78 | D döntő     |

### Elődöntők
| Helyezés    | Csapat                                                                                               | Idő         | Különbség   | Megjegyzés  |
| 1. elődöntő | 1. elődöntő                                                                                          | 1. elődöntő | 1. elődöntő | 1. elődöntő |
| ----------- | --- | ----------- | ----------- | ----------- |
| 1.          | Norvégia (NOR) · Hallgeir Engebråten · Peder Kongshaug · Sverre Lunde Pedersen                       | 3:38,28     | –           | A döntő     |
| 2.          | Hollandia (NED) · Marcel Bosker · Sven Kramer · Patrick Roest                                        | 3:39,62     | +1,34       | B döntő     |
| 2. elődöntő | |             |             |             |
| 1.          | Az Orosz Olimpiai Bizottság versenyzői (ROC) · Danyiil Aldoskin · Szergej Trofimov · Ruszlan Zaharov | 3:36,62     |             | OR, A döntő |
| 2.          | Egyesült Államok (USA) · Ethan Cepuran · Casey Dawson · Emery Lehman                                 | 3:37,05     | +0,44       | B döntő     |

### Döntők
| Helyezés | Csapat                                                                                               | Idő      | Különbség | Megjegyzés |
| A döntő  | A döntő                                                                                              | A döntő  | A döntő   | A döntő    |
| -------- | --- | -------- | --------- | ---------- |
| Arany    | Norvégia (NOR) · Hallgeir Engebråten · Peder Kongshaug · Sverre Lunde Pedersen                       | 3:38,07  | –         |            |
| Ezüst    | Az Orosz Olimpiai Bizottság versenyzői (ROC) · Danyiil Aldoskin · Szergej Trofimov · Ruszlan Zaharov | 3:40,46  | +2,39     |            |
| B döntő  | |          |           |            |
| Bronz    | Egyesült Államok (USA) · Casey Dawson · Emery Lehman · Joey Mantia                                   | 3:38,81  | –         |            |
| 4.       | Hollandia (NED) · Marcel Bosker · Sven Kramer · Patrick Roest                                        | 3:41,62  | +2,81     |            |
| C döntő  | |          |           |            |
| 5.       | Kanada (CAN) · Jordan Belchos · Ted-Jan Bloemen · Tyson Langelaar                                    | 3:40,390 | –         |            |
| 6.       | Dél-Korea (KOR) · Chung Jae-won · Kim Min-seok · Park Seong-hyeon                                    | 3:53,770 | +13,38    |            |
| D döntő  | |          |           |            |
| 7.       | Olaszország (ITA) · Davide Ghiotto · Andrea Giovannini · Michele Malfatti                            | 3:44,20  | –         |            |
| 8.       | Kína (CHN) · Lian Ziwen · Wang Haotian · Xu Fu                                                       | 3:53,58  | +9,38     |            |